# Kamionki (Kórnik)
Kamionki [kaˈmjɔnki] (deutsch Kamionek, 1939 bis 1945 Steindorf) ist ein Dorf auf dem Gebiet der Gemeinde Kórnik im Powiat Poznański in der Woiwodschaft Großpolen. Kamionki liegt ca. zehn Kilometer nordwestlich von Kórnik und 14 Kilometer südlich von Posen und hat 1373 Einwohner.
Durch Neubaugebiete von Kamionki hindurch führt seit 2006 eine kombinierte 380-kV/220-kV-Leitung, welche auf 72 Meter hohen rot-weiß gestrichenen Masten mit fünf Traversen verlegt ist. Sie ist Teil der Höchstspannungsleitung vom Umspannwerk Plewiska zum Kraftwerk Pątnów bei Konin. Ihr Bau war wegen des hohen Stromverbrauchs moderner Flachbildschirme und Flutlichtanlagen eine als unentbehrlich angesehene Investition für die Fußball-Europameisterschaft 2012. Diese Leitung ersetzte eine einkreisige, auf 25 Meter hohen Deltamasten verlegte 220-kV-Leitung aus dem Jahr 1958. Die Trassenführung durch das Neubaugebiet wurde seinerzeit aus Kostengründen gewählt, obwohl eine Leitungstrasse außerhalb des Ortsgebiets leicht realisierbar war.